# Heinrich Schlevogt
Henry Günther Schlevogt, connu sous le nom de Heinrich Schlevogt (1904-1984) est un maître verrier tchèque.
En 1945, Schlevogt doit fermer sa société, et en avril 1948 il est expulsé de Tchécoslovaquie.

## Sources
- [PDF] « Avertissement aux collectionneurs de verre artisanal tchèque des années 1930 à 1970 »,  Le Courrier de verre pressé, octobre 2003.
- Le génie verrier de l'Europe